# Gulvingad tangara
Gulvingad tangara (Thraupis abbas) är en fågel i familjen tangaror inom ordningen tättingar.

## Utseende och läte
Gulvingad tangara gör skäl för sitt namn med sin gula fyrkant på den i övrigt svarta vingen. I övrigt verkar fjäderdräkten rätt färglös, men i bra ljus syns vackra lila toner.

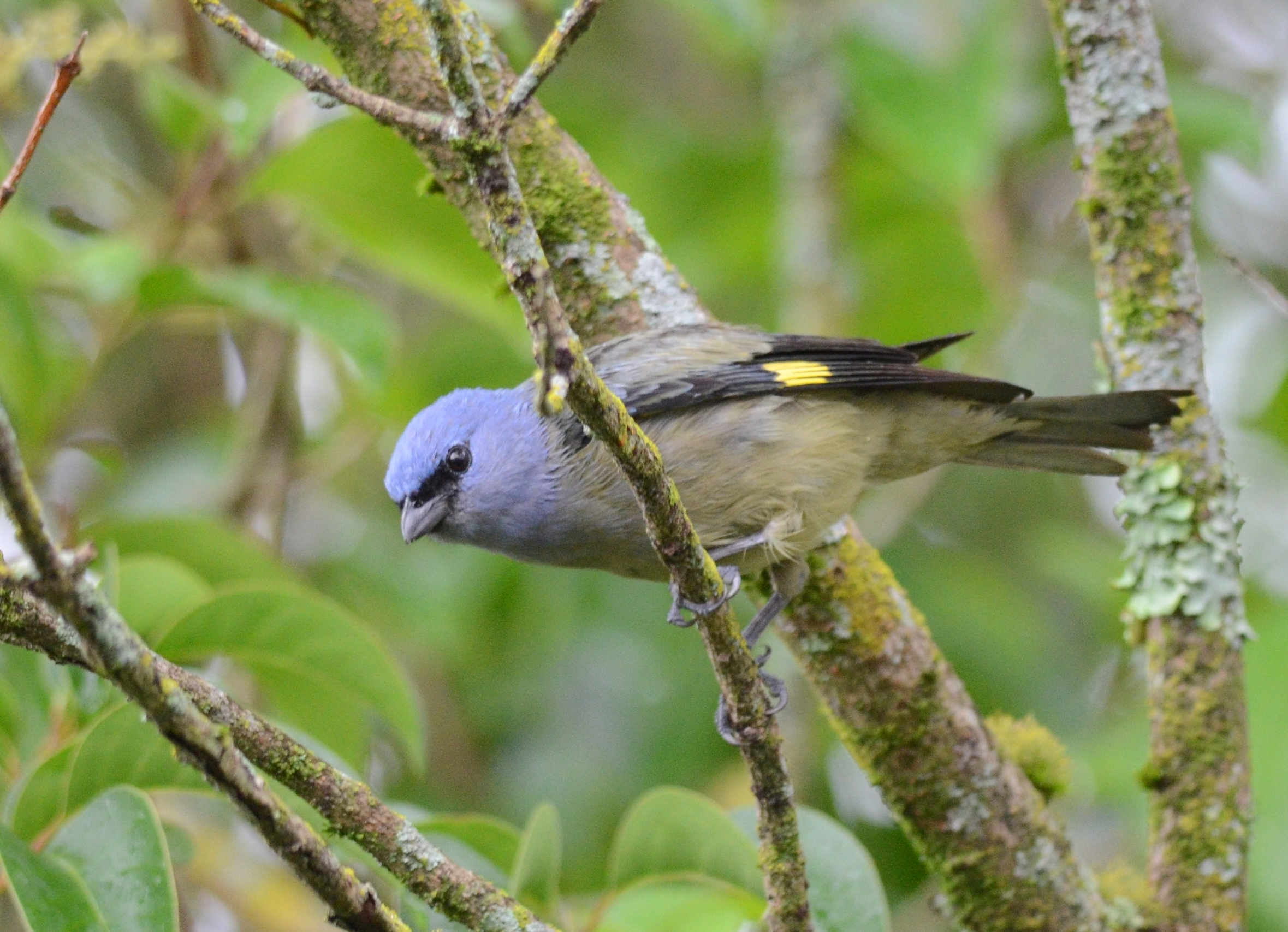

## Utbredning och systematik
Gulvingad tangara förekommer i Centralamerika från östra Mexiko till östra Nicaragua. Den behandlas som monotypisk, det vill säga att den inte delas in i några underarter.

### Släktestillhörighet
Arten placeras traditionellt i Thraupis. Genetiska studier har dock visat att Thraupis är inbäddat i Tangara. Vissa väljer att därför inkludera dem i Tangara, medan andra istället delar upp Tangara i flera släkten och behåller Thraupis som ett eget släkte. Den senare linjen följs här.

## Levnadssätt
Gulvingad tangara hittas i tropiska låglänta områden och lägre bergstrakter. Där föredrar den skogsbryn och öppet skogslandskap, liksom halvöppne områden som städer och trädgårdar med större träd. Den ses födosöka på medelhög till hög höjd i vegetationen, på jakt efter frukt. Ofta ses den också sitta exponerat på telefonledningar.

## Status
Arten har ett stort utbredningsområde och beståndet tros öka i antal. Internationella naturvårdsunionen IUCN listar den därför som livskraftig (LC). Världspopulationen uppskattas till i storleksordningen en halv miljon till fem miljoner vuxna individer.